# 二硅化铀
二硅化铀是一种无机化合物，化学式为USi2，它是铀的硅化物之一。它可由铀和硅在液态铋中于450 °C以下反应得到。它也可由计量比的二氧化铀和二氧化硅在1050~1150 °C被钙或氢化钙还原得到。